# Alte Aare
Alte Aare är ett vattendrag i Schweiz. Det ligger i den centrala delen av landet. Alte Aare mynnar vid Aarberg i Aare.
Omgivningarna runt Alte Aare är en mosaik av jordbruksmark och naturlig växtlighet.